# Исмаил II ибн Юсуф
Абу́ль-Вали́д Исма́’и́л II ибн Ю́суф (араб. أبو الوليد إسماعيل بن يوسف‎; 2 октября 1338 — 24 июня 1360) — эмир Гранады из династии Насридов, правивший с 1359 по 1360 год. Сын Юсуфа I.

## Биография
Исмаил II был старшим сыном Юсуфа I и его второй жены Марьям. Он был на 9 месяцев моложе своего сводного брата эмира Мухаммада V. Вступив в сговор со своей матерью, сестрою и мужем сестры, будущим эмиром Мухаммадом VI, они захватил врасплох в августе 1359 года дворец. Мухаммад V бежал сначала в Гуадис, а потом через море и в Марокко.
Исмаил II правил меньше года. Он и его брат были убиты в подземельях Альгамбры по приказу своего зятя, вступившего на престол под именем Мухаммада VI.